# Władysław Jarocki
Władysław Jarocki (6 tháng 6 năm 1879 – 7 tháng 2 năm 1965) là một họa sĩ người Ba Lan. Ông đã tham gia cuộc thi nghệ thuật tại Thế vận hội Mùa hè năm 1928. Jarocki là chủ tịch Hiệp hội những người bạn mỹ thuật ở Kraków.

## Tiểu sử

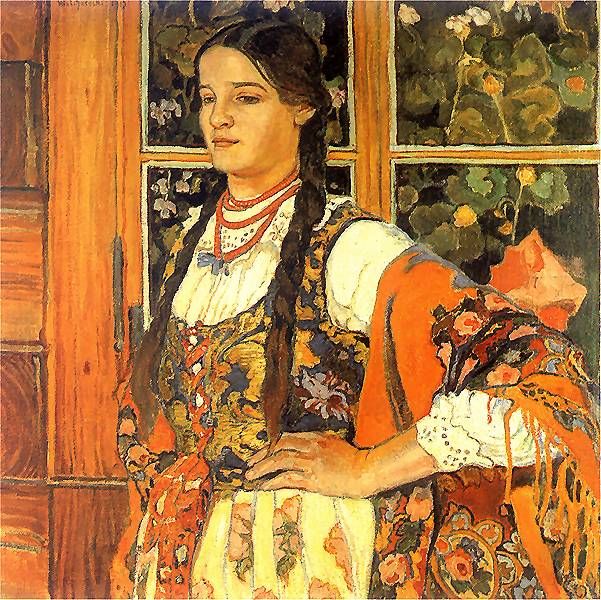

Władysław Jarocki là học trò của các họa sĩ Józef Mehoffer và Leon Wyczółkowski. Trong những năm 1921–1939, ông là giáo sư tại Học viện Mỹ thuật ở Kraków.
Chủ đề sáng tác của nghệ sĩ đa dạng, bao gồm phong cảnh, nghi lễ dân gian, tôn giáo, và nhân vật trong trang phục vùng miền. Ông đã vẽ nhiều bức tranh về vùng Hutsul, khu vực Podhale, dãy núi Tatra, và bờ biển Baltic. Jarocki cũng sáng tác những bức tranh biếm họa.
Năm 1928, hai tác phẩm của Jarocki đã được gửi tới Cuộc thi văn học và nghệ thuật Olympic tại Thế vận hội Olympic ở Amsterdam, nhưng cả hai đều không đạt được giải danh dự.